# Filip den Smukke af Kastilien
 Der er flere personer med dette navn, se Filip den Smukke.
Filip 1. den Smukke af Kastilien (født 22. juli 1478 i Brugge i Flandern, død 25. september 1506 i Burgos i Spanien) var kortvarigt konge af Kastilien.

## Arving til Nederlandene og Spanien
Filip 1 .var søn af Marie den Rige af Burgund og Maximilian 1. (Tysk-romerske rige), der blev tysk-romersk kejser.
Filip 1. var gift med Johanne den Vanvittige af Kastilien (1479-1555). Hun var datter af dronning Isabella 1. af Kastilien og kong Ferdinand 2. af Aragonien.

## Vanskelig vej til tronen
Filip 1. levede i Nederlandene (Belgien) i det meste af sit liv. Efter svigermoderens (Isabella 1.) død drog han til Spanien for af blive konge af Kastilien.  
Han mødte modstand. For det første havde Isabella testamenteret tronen til sin datter Johanne. For et andet havde svigerfaderen (Ferdinand 2.) bemægtiget sig den kastilianske trone.  Filip 1. fik først anerkendt sit krav på tronen få måneder, før han døde. 
Filip 1. døde, da han var 28 år gammel. 

## Efterkommere
Filip og Johanne fik seks børn:
- Elenora (1498 - 1558), dronning af Portugal og Frankrig, gift med kong Emanuel 1. af Portugal (den store) og senere med kong Frans 1. af Frankrig.
- Karl 5. (1500–1558),  tysk-romersk kejser.
- Elisabeth af Habsburg (1501–1526), dronning af Danmark, Norge og Sverige, gift med kong Christian 2. af Danmark, Norge og Sverige.
- Ferdinand 1. (1503–1564),  tysk-romersk kejser
- Marie af Habsburg (1505–1558), statholder i Nederlandene og dronning af Ungarn, gift med kong Ludvig 2. af Ungarn
- Katarina (1507–1578), dronning af Portugal, gift med kong Johan 3. af Portugal

1. ↑  Navnet er anført på engelsk og stammer fra Wikidata hvor navnet endnu ikke findes på dansk.